# Panacachi
Panacachi (auch: Papacachi) ist eine Ortschaft im Departamento Potosí im südamerikanischen Andenstaat Bolivien.

## Lage im Nahraum
Panacachi liegt in der Provinz Rafael Bustillo und ist zentraler Ort im Ayllu Phanacachi im Municipio Chayanta. Panacachi liegt auf einer Höhe von 3782 m in einem der Hochtäler der Cordillera Azanaques. Der Ort liegt am Oberlauf eines rechten Nebenflusses des Río Chayanta, der weiter flussabwärts als Río San Pedro in den Río Grande mündet.

## Geographie
Panacachi liegt östlich des bolivianischen Altiplano im nördlichen Abschnitt der Cordillera Central. Die Vegetation ist die der Puna, das Klima ein typisches Tageszeitenklima, bei dem die täglichen Temperaturschwankungen größer sind als die jahreszeitlichen Schwankungen.
Die mittlere Jahresdurchschnittstemperatur der Region liegt bei 9 °C, die Monatsdurchschnittswerte schwanken zwischen knapp 5 °C im Juni/Juli und 11 °C von November bis März (siehe Klimadiagramm Uncía). Der Jahresniederschlag beträgt 370 mm und fällt vor allem in den Sommermonaten, die aride Zeit mit Monatswerten von maximal 10 mm dauert von April bis Oktober.

## Verkehrsnetz
Panacachi liegt in einer Entfernung von 163 Straßenkilometern südöstlich von Oruro, der Hauptstadt des benachbarten Departamento Oruro.
Von Oruro führt die asphaltierte Nationalstraße Ruta 1 in südlicher Richtung 22 Kilometer über Vinto nach Machacamarquita, acht Kilometer nördlich von Machacamarca gelegen. In Machacamarquita zweigt die Ruta 6 in südöstlicher Richtung ab und erreicht über Huanuni und über Passhöhen von mehr als 4500 m nach 79 Kilometern die Stadt Llallagua. Von dort führt die Ruta 6 weitere sieben Kilometer in die Provinzhauptstadt Uncía. Hier zweigt eine unbefestigte Landstraße nach Osten ab, erreicht nach 17 Kilometern Chayanta und führt weiter in nordöstlicher Richtung über Irupata nach Colloma.
Nordöstlich von Irupata erklimmt die Serpentinenstraße Richtung Colloma den nach Südosten verlaufenden Höhenrücken bis auf 4000 Meter Höhe. Drei Kilometer oberhalb von Irupata zweigt dann eine Landstraße nach Südosten ab und folgt dem Höhenrücken neun Kilometer, bevor sie für die folgenden zehn Kilometer nach Panacachi in nordöstliche Richtung schwenkt, um nach Überquerung mehrerer parallel südöstlich verlaufender Höhenzüge an ihrem Endpunkt die auf einer Hochfläche liegende Ortschaft zu erreichen.

## Bevölkerung
Die Einwohnerzahl des Ortes ist in dem Jahrzehnt zwischen den beiden letzten Volkszählungen um etwa ein Zehntel angestiegen:
| Jahr | Einwohner         | Quelle       |
| ---- | ----------------- | ------------ |
| 1992 | keine Detaildaten | Volkszählung |
| 2001 | 449               | Volkszählung |
| 2012 | 499               | Volkszählung |
| 2024 |                   | Volkszählung |

Die Region weist einen deutlichen Anteil an Quechua-Bevölkerung auf, im Municipio Chayanta sprechen 95,5 Prozent der Bevölkerung Quechua.